# Ramūnas Šiškauskas
Ramūnas Šiškauskas   (Kaišiadorys, 10 de setembre de 1978) és un antic jugador de bàsquet professional i entrenador de bàsquet lituà. Amb una alçada de 1,98 m, podia jugar tant en posicions de llançador com de davanter petit. Els seus reconeixements individuals com a jugador inclouen un premi MVP de l'Eurolliga, quatre seleccions d'equips de l'Eurolliga, així com una designació de l'equip All-EuroBasket. El 16 de maig de 2014, Šiškauskas va ser nomenat Llegenda del bàsquet de l'Eurolliga.
Durant la seva carrera com a jugador, Šiškauskas va guanyar dos títols de l'Eurolliga, un amb el Panathinaikos d'Atenes i un altre amb el CSKA de Moscou, el 2007 i el 2008, i va arribar a dues finals més de l'Eurolliga amb el CSKA, el 2009 i el 2012. Va ser membre de la selecció sènior de Lituània. va guanyar la medalla d'or a l'EuroBasket 2003. Com a membre de l'equip nacional de Lituània, també va guanyar la medalla de bronze als Jocs Olímpics d'estiu de 2000 i la medalla de bronze a l'EuroBasket 2007.